# Bank of Mauritius Tower
La Bank of Mauritius Tower (también conocida como ank of Mauritius Building o Bank of Mauritius Headquarters) es un rascacielos en Port Louis, la capital de Mauricio, y el hogar del Banco de Mauricio. Tiene 22 pisos y mide 124,05 metros de altura. Es el edificio más alto de la ciudad y del país. La estructura de hormigón armado de 16.834 m² alcanzó su altura final en mayo de 2006. El edificio de 22 pisos se eleva sobre la Ciudadela (una fortificación en la cima de una colina en Port Louis) y está construido en un área donde una vez se prohibieron los rascacielos. También es la segunda estructura más alta de Mauricio después de la torre autoportante de la estación Bigara (de 183 m) en la parte superior del distrito de Plaines Wilhems.
Su construcción tomó casi 30 meses y es resistente a los huracanes estacionales. Debido a su función, se encuentra entre los edificios técnicamente más avanzados de Mauricio.

## Galería

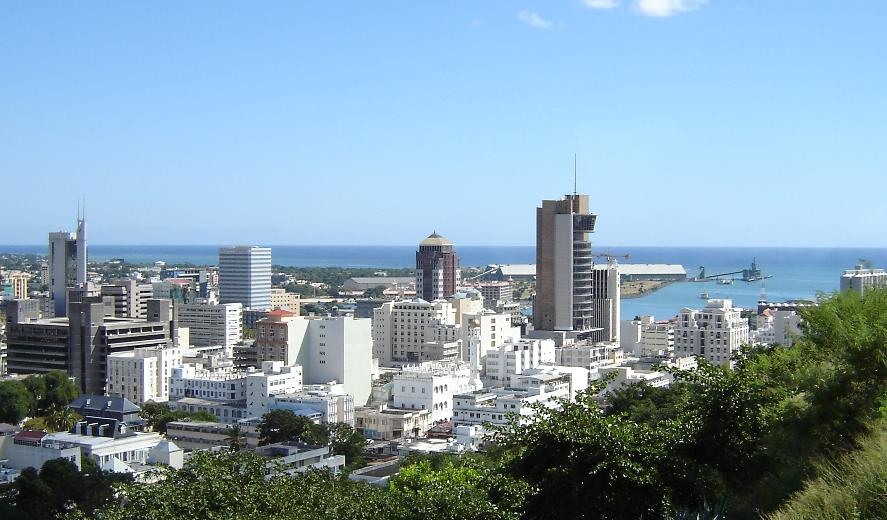
La Bank of Mauritius Tower (derecha) domina el horizonte de Port Louis.
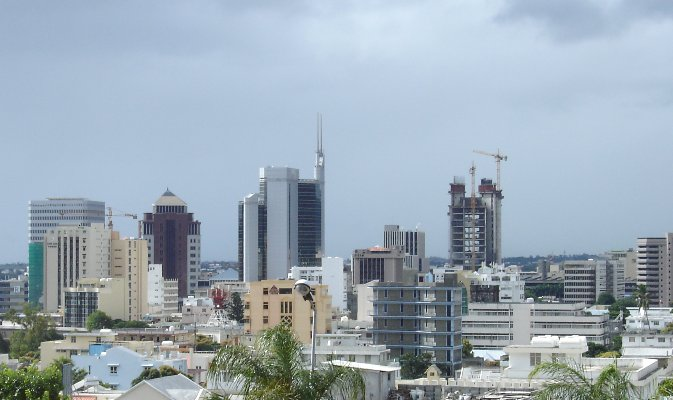
Construcción de la Bank of Mauritius Tower en julio de 2005.